# Dapo Afolayan
Oladapo Joshua Afolayan (sinh ngày 11 tháng 9 năm 1997) là cầu thủ bóng đá người Anh, chơi ở vị trí tiền vệ cánh hoặc tiền đạo trung tâm cho câu lạc bộ FC St. Pauli ở giải 2. Bundesliga.
Anh trải qua giai đoạn học việc ở nhiều câu lạc bộ như Harrow St Marys, Chelsea, Toronto FC, Barnet, Tooting & Mitcham United và Toronto Varsity Blues. Anh rời Chelsea để tập trung vào kỳ thi GCSE. Sau đó, anh sang Canada cùng gia đình và trở lại Anh để học ngành kỹ thuật xây dựng tại Đại học Loughborough. Anh gia nhập Solihull Moors vào tháng 2 năm 2017 và ghi 15 bàn trong 50 trận, từ đó chuyển đến câu lạc bộ Premier League West Ham United sau 12 tháng; anh cũng được gọi vào đội tuyển Đội tuyển Anh C. Anh cho mượn tại Oldham Athletic trong nửa cuối mùa giải 2018–19 và ở mượn tại Mansfield Town trong nửa đầu mùa giải 2019–20.

## Sự nghiệp câu lạc bộ

### Sự nghiệp ban đầu
Afolayan gia nhập Harrow St Marys khi mới 5 tuổi và từ 9 tuổi, anh gia nhập hệ thống trẻ của Chelsea, dù từ chối lời đề nghị cạnh tranh từ Arsenal. Anh gặp khó khăn với chiều cao khi còn thiếu niên và chỉ được thi đấu ở vị trí tiền vệ cánh. Anh rời Chelsea khi 14 tuổi để tập trung vào học tập, tại Trường Merchant Taylors.
15 tuổi, Afolayan chuyển đến Canada và gia nhập đội dự bị của Toronto FC ở giải League1 Ontario và Premier Development League. Anh sau đó cho biết mặc dù mới 16 tuổi, anh đã "tập luyện cùng đội một và thi đấu cùng các ngôi sao như Jermain Defoe, Michael Bradley, Jozy Altidore và Sebastian Giovinco". Vào cuối mùa giải 2015, anh thi đấu cho ANB Futbol ở giải League1 Ontario. Anh cũng chơi cho Đội bóng đá nam Đại học Toronto, trong thời gian ở Canada.
Afolayan trở về Anh khi 18 tuổi để theo học ngành kỹ thuật xây dựng tại Đại học Loughborough. Anh tiếp tục thi đấu bóng đá trẻ ở Barnet và Tooting & Mitcham United. Anh cũng chơi cho Đội bóng đá Đại học Loughborough, ghi ba bàn trong 11 trận đấu cho câu lạc bộ ở Midland League.

### Solihull Moors
Ngày 7 tháng 2 năm 2017, Afolayan gia nhập câu lạc bộ Solihull Moors ở giải National League, trước đó anh đã thử việc tại Rochdale. Bốn ngày sau khi gia nhập, Afolayan ghi bàn ra mắt trong chiến thắng 3-0 trước Sutton United tại Damson Park. Trong mùa giải 2016–17, anh ghi 4 bàn trong 15 trận và chuyển từ học kỹ thuật tại Đại học Loughborough sang học trực tuyến khi trở thành cầu thủ chuyên nghiệp tại câu lạc bộ. Anh cũng tham gia V9 Academy của Jamie Vardy. Ngày 27 tháng 1 năm 2018, Afolayan ghi bàn cuối cùng cho câu lạc bộ trong trận thắng 3-1 trước Dagenham & Redbridge. Mặc dù rời câu lạc bộ giữa mùa giải, anh vẫn là cầu thủ ghi nhiều bàn nhất của Solihull trong mùa 2017–18 với 11 bàn trong 35 trận; Solihull kết thúc mùa ở vị trí thứ 18 dưới sự dẫn dắt của Mark Yates.

### West Ham United
Vào ngày 1 tháng 2 năm 2018, Afolayan ký hợp đồng ba năm rưỡi với câu lạc bộ West Ham United ở giải Premier League. Ngày 31 tháng 1 năm 2019, anh được cho mượn cho câu lạc bộ Oldham Athletic ở giải League Two đến cuối mùa mùa giải 2018–19. Anh ra sân lần đầu trong giải Football League cho "Latics" trong trận thua 1-3 trước Bury ngày 23 tháng 2; anh vào sân thay người ở phút 76 thay cho Zak Dearnley. Trong tổng cộng, anh có 4 trận đá chính và 6 lần thay người ở Boundary Park và cho biết anh học được nhiều từ việc làm việc dưới sự dẫn dắt của huấn luyện viên Paul Scholes.
Anh trở lại League Two dưới dạng cho mượn vào mùa giải nửa sau với Mansfield Town vào ngày 29 tháng 8 năm 2019. Anh ghi bàn đầu tiên trong giải Football League vào ngày 12 tháng 10, trong chiến thắng 6-1 trước câu lạc bộ cũ Oldham Athletic tại Field Mill; anh cũng giành quả phạt đền trong trận đấu. Huấn luyện viên John Dempster nói "ấn tượng ở chỗ anh chạy xa. Anh áp sát khắp sân. Anh đã chơi hết sức mình".
Ngày 23 tháng 1 năm 2021, Afolayan ra sân lần đầu cho West Ham, vào sân từ ghế dự bị và ghi bàn trong chiến thắng 4-0 trước Doncaster Rovers tại giải FA Cup.

### Bolton Wanderers
Ngày 1 tháng 2 năm 2021, Afolayan được cho mượn đến Bolton Wanderers. Bolton có tùy chọn mua đứt vào cuối thời gian cho mượn.
Afolayan ra mắt cho Bolton ngày 9 tháng 2, vào sân thay cho Lloyd Isgrove trong trận hòa 1-1 với Morecambe. Trận đấu đầu tiên anh ra sân từ đầu diễn ra bốn ngày sau, góp công vào chiến thắng 1-0 trước Stevenage. Anh lập công trong trận cuối mùa, ghi bàn thứ hai trong chiến thắng 4-1 trước Crawley Town, giúp Bolton thăng hạng lên League One.
Ngày 27 tháng 5 năm 2021, Afolayan chính thức ký hợp đồng ba năm với Bolton sau khi họ kích hoạt điều khoản mua đứt trong hợp đồng cho mượn. Mùa giải 2021–22 EFL League One, anh ghi 14 bàn, trở thành cầu thủ ghi nhiều bàn nhất của Bolton và giành danh hiệu Cầu thủ của năm của câu lạc bộ.
Mùa giải 2022–2023, Afolayan gặp khó khăn trong việc giành thời gian ra sân do thay đổi hệ thống chiến thuật của Bolton và cố gắng sử dụng anh ở nhiều vị trí khác nhau. Trong tháng 1 năm 2023, anh nhận nhiều lời đề nghị chuyển nhượng từ các câu lạc bộ khác và cuối cùng rời Bolton.

### FC St. Pauli
Ngày 19 tháng 1 năm 2023, Afolayan chuyển đến CLB FC St. Pauli ở giải 2. Bundesliga sau khi ba lần đề nghị trước của Bolton Wanderers bị từ chối, lần thứ tư cuối cùng đã đáp ứng được giá trị định giá của Bolton. Số tiền chuyển nhượng không được tiết lộ, tuy nhiên, The Bolton News đưa tin số tiền này khoảng £500,000.

## Sự nghiệp quốc tế
Afolayan đã đại diện cho Đội tuyển Anh C dưới sự dẫn dắt của Paul Fairclough vào ngày 8 tháng 11 năm 2017, khi anh vào sân thay người ở phút thứ 76 trong trận thua 4-0 trước Đội trẻ bóng đá Slovakia.
Vào tháng 4 năm 2021, trong chương trình ngày thi đấu của Bolton Wanderers, Afolayan được hỏi về khả năng thi đấu cho đội tuyển Nigeria, và anh nói "Vâng, tôi sẽ. Đó là điều tôi đã nghĩ đến và hy vọng tôi có thể tiếp tục thi đấu tốt để được gọi vào đội."

## Phong cách chơi
Afolayan có thể đá ở vị trí cánh hoặc tiền đạo trung tâm. Giám đốc Học viện West Ham Terry Westley nói anh là một cầu thủ "thú vị" với "tính quyết tâm, tốc độ xuất sắc và khả năng ghi bàn". Các CĐV của Bolton Wanderers so sánh anh với Jay-Jay Okocha vì những kỹ thuật mượt mà mà anh thể hiện, và Afolayan thậm chí đã thực hiện bàn thắng đặc trưng của Okocha sau khi ghi bàn vào lưới AFC Wimbledon.

## Thống kê sự nghiệp
Tính đến trận đấu diễn ra vào ngày 30 tháng 12 năm 2022
| Câu lạc bộ                  | Mùa giải          | Giải bóng đá                    | Giải bóng đá | Giải bóng đá | Cúp quốc gia | Cúp quốc gia | Cúp Liên đoàn | Cúp Liên đoàn | Giải khác | Giải khác | Tổng cộng | Tổng cộng |
| Câu lạc bộ                  | Mùa giải          | Giải đấu                        | Số trận      | Số bàn       | Số trận      | Số bàn       | Số trận       | Số bàn        | Số trận   | Số bàn    | Số trận   | Số bàn    |
| Toronto FC III              | 2014              | League1 Ontario                 |              |              | —            | —            | —             | —             |           |           |           |           |
| Toronto FC III              | 2015              | Premier Development League      | 10           | 1            | —            | —            | —             | —             | —         | —         | 10        | 1         |
| ANB Futbol                  | 2015              | League1 Ontario                 |              |              | —            | —            | —             | —             |           |           |           |           |
| Đại học Loughborough        | 2016–17           | Midland League Premier Division | 11           | 3            | 0            | 0            | —             | —             | 0         | 0         | 11        | 3         |
| Solihull Moors              | 2016–17           | National League                 | 15           | 4            | 0            | 0            | —             | —             | 0         | 0         | 15        | 4         |
| Solihull Moors              | 2017–18           | National League                 | 30           | 11           | 3            | 0            | —             | —             | 2         | 0         | 35        | 11        |
| Solihull Moors              | Tổng cộng         | Tổng cộng                       | 45           | 15           | 3            | 0            | 0             | 0             | 2         | 0         | 50        | 15        |
| West Ham United U21         | 2020–21           | –                               | —            | —            | —            | —            | —             | —             | 4         | 0         | 4         | 0         |
| West Ham United             | 2018–19           | Premier League                  | 0            | 0            | 0            | 0            | 0             | 0             | —         | —         | 0         | 0         |
| West Ham United             | 2019–20           | Premier League                  | 0            | 0            | 0            | 0            | 0             | 0             | —         | —         | 0         | 0         |
| West Ham United             | 2020–21           | Premier League                  | 0            | 0            | 1            | 1            | 0             | 0             | —         | —         | 1         | 1         |
| West Ham United             | Tổng cộng         | Tổng cộng                       | 0            | 0            | 1            | 1            | 0             | 0             | 0         | 0         | 1         | 1         |
| Oldham Athletic (cho mượn)  | 2018–19           | League Two                      | 10           | 0            | 0            | 0            | 0             | 0             | 0         | 0         | 10        | 0         |
| Mansfield Town (cho mượn)   | 2019–20           | League Two                      | 6            | 1            | 0            | 0            | 0             | 0             | 2         | 0         | 8         | 1         |
| Bolton Wanderers (cho mượn) | 2020–21           | League Two                      | 21           | 1            | —            | —            | —             | —             | —         | —         | 21        | 1         |
| Bolton Wanderers            | 2021–22           | League One                      | 44           | 12           | 2            | 0            | 1             | 0             | 4         | 2         | 51        | 14        |
| Bolton Wanderers            | 2022–23           | League One                      | 22           | 3            | 1            | 0            | 2             | 1             | 4         | 2         | 29        | 6         |
| Bolton Wanderers            | Tổng cộng         | Tổng cộng                       | 66           | 15           | 3            | 0            | 2             | 1             | 8         | 4         | 80        | 20        |
| Tổng số sự nghiệp           | Tổng số sự nghiệp | Tổng số sự nghiệp               | 169          | 36           | 7            | 1            | 3             | 1             | 16        | 4         | 195       | 42        |

1. ↑  Appearances in FA Trophy
2. 1 2 3 4  Appearances in EFL Trophy

## Danh hiệu
Cá nhân
- Cầu thủ xuất sắc nhất năm của Bolton Wanderers: 2021–22[48]